# Frederik Hartsuiker
Frederik Klaas Jan Hartsuiker –conocido como Erik Hartsuiker– (19 de octubre de 1940-13 de enero de 2019) fue un deportista neerlandés que compitió en remo. Participó en dos Juegos Olímpicos de Verano en los años 1964 y 1968, obteniendo una medalla de bronce en Tokio 1964 en la prueba de dos con timonel.

## Palmarés internacional
| Juegos Olímpicos | Juegos Olímpicos | Juegos Olímpicos  | Juegos Olímpicos |
| Año              | Lugar            | Medalla           | Prueba           |
| ---------------- | ---------------- | ----------------- | ---------------- |
| 1964             | Tokio (Japón)    | Medalla de bronce | Dos con timonel  |